# Bois de pins et chênes de Madrean

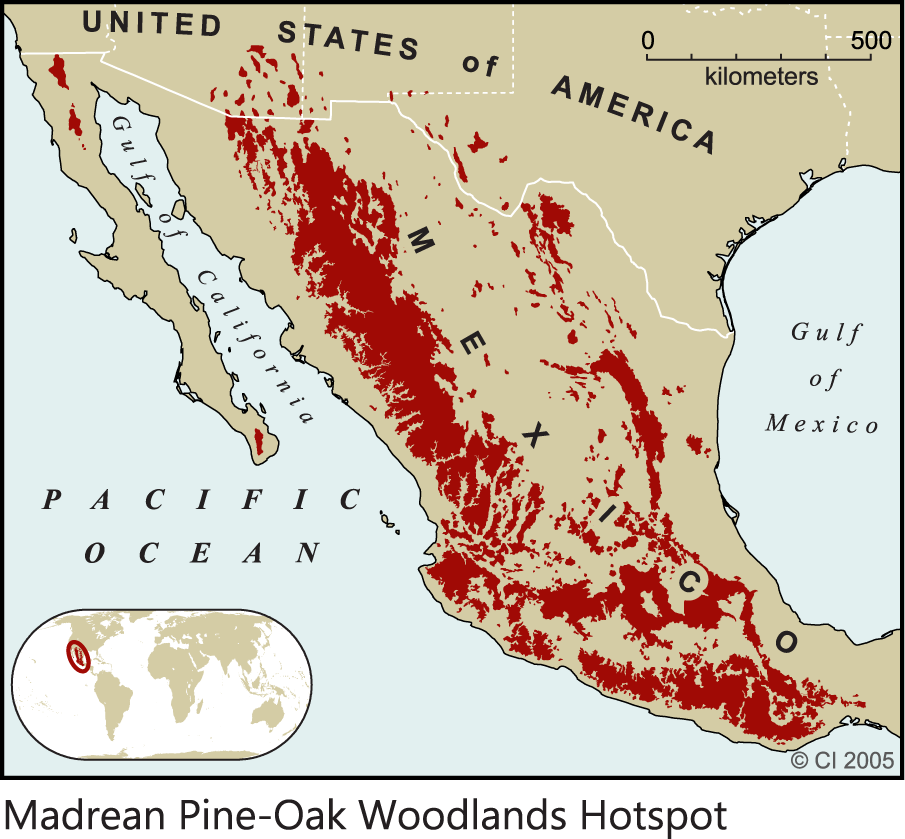
carte

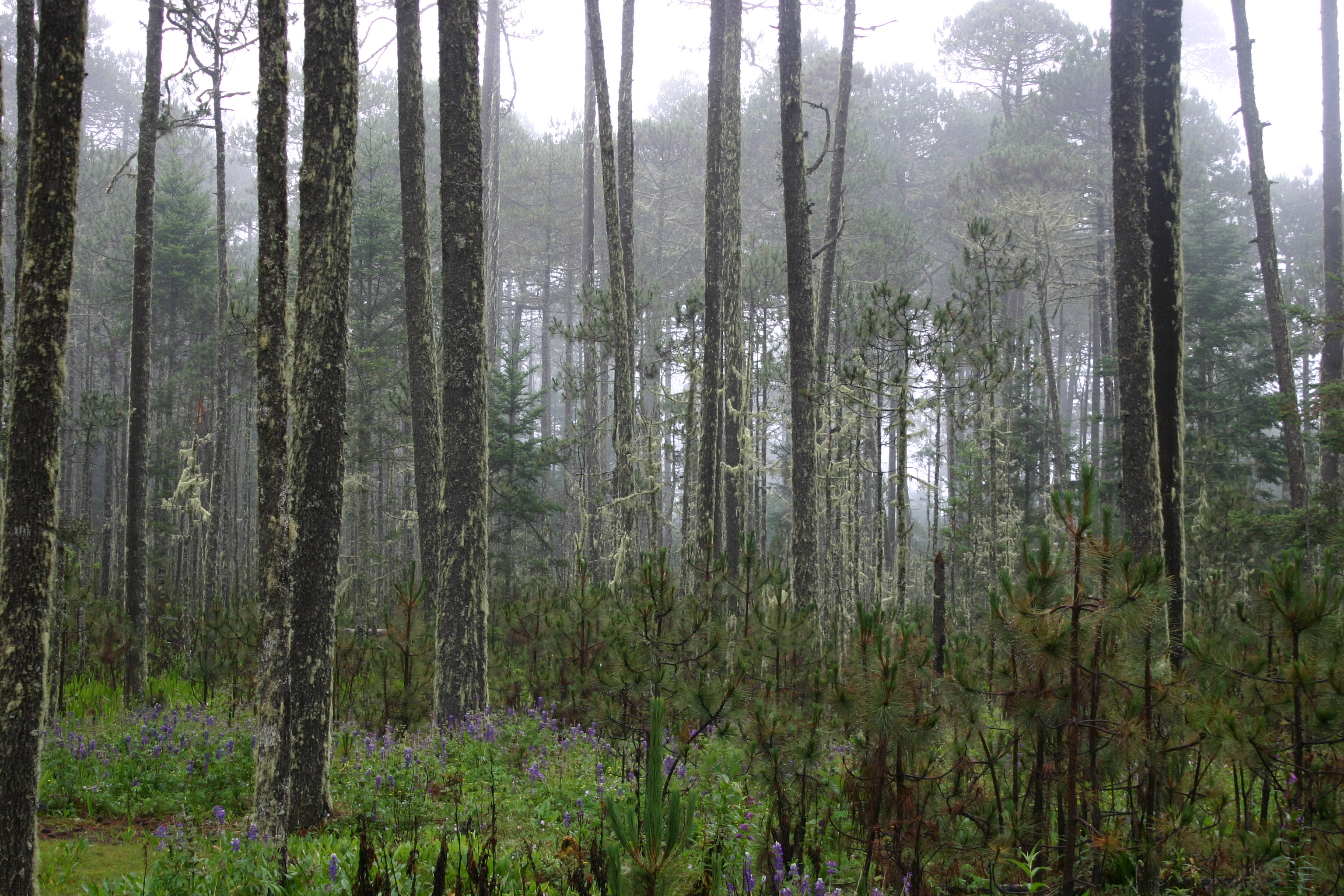
Bois de pin de la Sierra Madre de Oaxaca

Les Bois de pins et chênes de la Sierra Madre occidentale forment un ensemble de forêts subtropicales situées au Mexique considéré comme un point chaud de biodiversité par Conservation International.